# George (fleuve de Nouvelle-Zélande)
Pour les articles homonymes, voir George.
Le fleuve George (en anglais : George River) est un cours d’eau de la région du Fiordland,dans l’Île du Sud de la Nouvelle-Zélande.

## Géographie
Il prend naissance au sud du lac Beddoes et s’écoule vers l’ouest pour se jeter dans George Sound au niveau d’Anchorage Cove.